# 董元功
董元功，清朝人，是一名清朝政治人物。
董元功曾于1720年接替刘昆　任嘉定县知县一职，1721年由刘昆　接任。